# Myiopharus lutzi
Myiopharus lutzi là một loài ruồi trong họ Tachinidae.